# Ioan Simu
Ioan Simu (n. 27 iunie 1875, Ciufud – d. 22 iunie 1948, Alba Iulia) a fost începând cu anul 1913 paroh român unit și protopop de Sebeș. În anul 1918 a fost ales președintele Sfatului Național din Sebeșul Săsesc și delegat la Adunarea Națională de la Alba Iulia.

## Biografie
Ioan Simu s-a născut la 27 iunie 1875, din părinți țărani fruntași, în Ciufud, lângă Blaj. În 1894 a susținut bacalaureatul la Liceul din Blaj, după care a urmat studiile superioare la Academia Teologică din Blaj. În anul 1898 a obținut absolutoriul și a fost hirotonit preot.
S-a căsătorit cu Eugenia Ciura, fiica preotului greco-catolic  din Abrud. Începând cu anul 1900 a fost vicar parohial la Abrud. Din căsătoria cu soția sa Eugenia au rezultat șapte copii.
În anul 1912 a fost numit paroh la Luna de Arieș, iar în 1913 a devenit paroh al Bisericii „Schimbarea la Față” din Sebeș și protopop în cadrul Arhieparhiei de Făgăraș și Alba Iulia.
În anul 1916, după declarația de război a României împotriva Austro-Ungariei, a fost internat timp de 7 luni la Sopron. Motivul deportării sale a fost faptul că fiul său Iancu Simu trecuse Carpații și se înrolase în armata română.
În 1918 a fost ales președintele Sfatului Național din Sebeș-Alba, în care calitate a participat la Adunarea Națională de la 1 Decembrie de la Alba Iulia.:p. 16

## Activitatea politică
La 1922 a candidat ca deputat în circumscripția Abrud, întrunind majoritatea de voturi față de candidatul guvernului liberal, dar alegerea sa nu a fost validată de comisia electorală.
La 3 august 1946, deși era protopop pensionar, în vârstă de 71 de ani, a fost agresat și bătut de un grup organizat al Partidului Comunist Român.

## Ultimii ani
După bătaia din 1946 s-a retras la una din fiicele sale din Alba Iulia. În anul 1948, câteva zile înainte de a împlini vârsta de 73 de ani, a decedat la Alba Iulia. A fost înmormântat în cimitirul Bisericii Unite din Alba Iulia-Maieri, alături de soția sa Eugenia.